# بهمن نصیری
بهمن نصیری (زاده ۱۶ دی ۱۳۷۵ در زنجان) قایقران روئینگ، تیم ملی قایقرانی مردان ایران است.
وی در مسابقات قهرمانی روئینگ آسیا ۲۰۱۹، یک مدال طلا و یک مدال برنز به‌دست‌آورد.وی پس از انتخاب نشدن در مسابقات کسب سهمیه المپیک به کشور آذربایجان مهاجرت کرد و در آنجا فعالیت خود را ادامه داد.

## رقابت‌های بین‌الملی
| سال           | مسابقه                      | محل برگزاری   | مقام          | رویداد            | توضیحات       |
| نماینده ایران | نماینده ایران               | نماینده ایران | نماینده ایران | نماینده ایران     | نماینده ایران |
| ------------- | --------------------------- | ------------- | ------------- | ----------------- | ------------- |
| ۲۰۱۹          | مسابقات قهرمانی روئینگ آسیا | چونگجو        | اول           | تک‌نفره سنگین‌وزن   | [ ۴ ]         |
| ۲۰۱۹          | مسابقات قهرمانی روئینگ آسیا | چونگجو        | سوم           | چهارنفره سنگین‌وزن | [ ۵ ]         |